# Haymo von Faversham
Haymo von Faversham oder Haymo of Faversham (* um 1200 in Faversham (Kent); † 1243 in Anagni, Italien) war ein englischer Franziskaner und Gelehrter. Er hatte sich schon Ruhm als Hochschullehrer an der Universität Paris und als Prediger erworben, bevor er vermutlich 1224 oder 1225 dem Franziskanerorden beitrat. Er war ein einflussreicher Generalminister des Ordens.

## Gelehrter
Kurz nach seinem Eintritt wurde Haymo Kustos in Paris. Von dort aus nahm er am Generalkapitel 1230 in Assisi teil und war einer der Gesandten, die vom Kapitel zu Papst Gregor IX. gesandt wurden, um eine Petition für eine Erklärung gewisser Teile der Regel einzureichen, über die es zu Diskussionen im Orden gekommen war. Der Papst reagierte mit der Bulle „Quo elongati“ vom 28. September 1230.
Nach diesem Kapitel ging Haymo möglicherweise nach England, denn es gibt eine Erwähnung von ihm in den Patentrollen Heinrichs III. von England. Er scheint 1232 in Oxford gewesen zu sein, möglicherweise, um an der franziskanischen Schule dort zu lehren. 1233 war er einer der Minderbrüder, die vom Heiligen Stuhl nach Konstantinopel geschickt wurden, um über die Wiedervereinigung der Lateinischen und der Griechischen Kirchen zu verhandeln.
Haymo von Faversham führte ein besonders aktives Leben. Während dieser Jahre lehrte er nicht nur in Oxford, sondern auch in Tours, Bologna und Padua. Gregor IX. beauftragte ihn mit einer Revision des Breviers der Römischen Kurie, und die Ausgabe dieses Breviers von 1241, die später mit einigen Abwandlungen das Brevier der ganzen katholischen Kirche wurde, war hauptsächlich ein Werk des Haymo.

## Generalminister
1239 nahm er am Generalkapitel in Rom teil, in dem der umstrittene Elias von Cortona seines Amtes als Generalminister enthoben wurde.
Nach der Darstellung des Thomas Eccleston war Haymo einer der Hauptsprecher gegen Elias. Er veranlasste auch die Entlassung des Gregor von Neapel, einem Gefolgsmann des Elias und Neffen des Papstes. Nach der Amtsenthebung des Elias wurde Albert von Pisa zum Generalminister gewählt, und Haymo übernahm in seiner Nachfolge das Amt des Provinzials in England. Albert starb jedoch während des ersten Jahres seines Generalats, worauf Haymo für dieses Amt gewählt wurde. Nach Lukas Wadding wurde Haymo im Jahr 1239 gewählt, doch ist dies offensichtlich ein Fehler. Eccleston sagt ausdrücklich, dass Haymo während seiner Zeit als Provinzial in England, Ralph of Maidstone, den Bischof von Hereford, in den Orden aufnahm. Dieser hatte sein Bischofsamt jedoch bis zum 17. Dezember 1239 inne, daher kann Haymo nicht vor 1240 zum Generalminister gewählt worden sein.
Haymo machte sich sofort daran, die Unregelmäßigkeiten im Orden und die Streitigkeiten zwischen den Brüdern zu beseitigen, die durch Elias verursacht worden waren. Dieser hatte die Zahl der Provinzen auf zweiundsiebzig erhöht, nach der Zahl der biblischen 72 Jünger, wie Eccleston sagt, und weil er die Dominikaner übertreffen wollte, die ihren Orden in zwölf Provinzen geteilt hatten, zu Ehren der 12 Apostel. Haymo reduzierte die Zahl der Provinzen auf 32, sechzehn südlich der Alpen und sechzehn nördlich der Alpen.
Elias hatte seine hauptsächlichen Unterstützer unter den Laienbrüdern, die er in hohe Posten befördert hatte, doch Haymo setzte fest, dass in Zukunft kein Laienbruder ein Amt haben sollte, außer wenn kein Priester dafür zur Verfügung stand. Haymo definierte auch die Rechte der Oberen neu und setzte deren Jurisdiktion feste Grenzen.
Für die Armut nach der Regel kämpfte er leidenschaftlich, doch waren ihm auch die Nachteile der Abhängigkeit von Almosen bewusst und er bevorzugte es, wenn die Brüder durch eigene Arbeit ihren Lebensunterhalt verdienten. Daher erwarb er als Provinzial in England größeren Grundbesitz für die Brüder, den sie kultivieren und so sich selbst ernähren sollten, so dass sie nicht betteln mussten.

## Lebensende und Nachruf
Auf seinem Totenbett, sagt Eccleston, besuchte ihn Papst Innozenz IV., wodurch man seinen Tod auch auf die zweite Hälfte des Jahres 1243 festlegen kann.
Auf Haymos Grabstein ist zu lesen:

Hic jacet Anglorum summum decus, Haymo, Minorum,

Vivendo frater, hosque regendo pater:

Eximius lector, generalis in ordine rector.

Übersetzung:

Hier liegt Haymo, höchster Ruhm der Engländer,

im Leben ein Minderbruder, diese wie ein Vater führend,

ein ausgezeichneter Lehrer und Generalminister des Ordens.

Als Scholar wurde er als Speculum honestatis (Spiegel der Wahrhaftigkeit) bezeichnet. Auch wurde er mit dem Epithet „Inter Aristotelicos Aristotelicissimus“, also „von allen Aristotelikern der Aristotelischste“, genannt.
Neben seinen Vorlesungen über die Sentenzen des Petrus Lombardus hinterließ er eine Schrift über die Liturgie der Heiligen Messe und ein Buch von Predigten.